# Chaetophthalmus gressitti
Chaetophthalmus gressitti là một loài ruồi trong họ Tachinidae.